# Plante annuelle
 (juin 2011).
Si vous disposez d'ouvrages ou d'articles de référence ou si vous connaissez des sites web de qualité traitant du thème abordé ici, merci de compléter l'article en donnant les références utiles à sa vérifiabilité et en les liant à la section « Notes et références ».

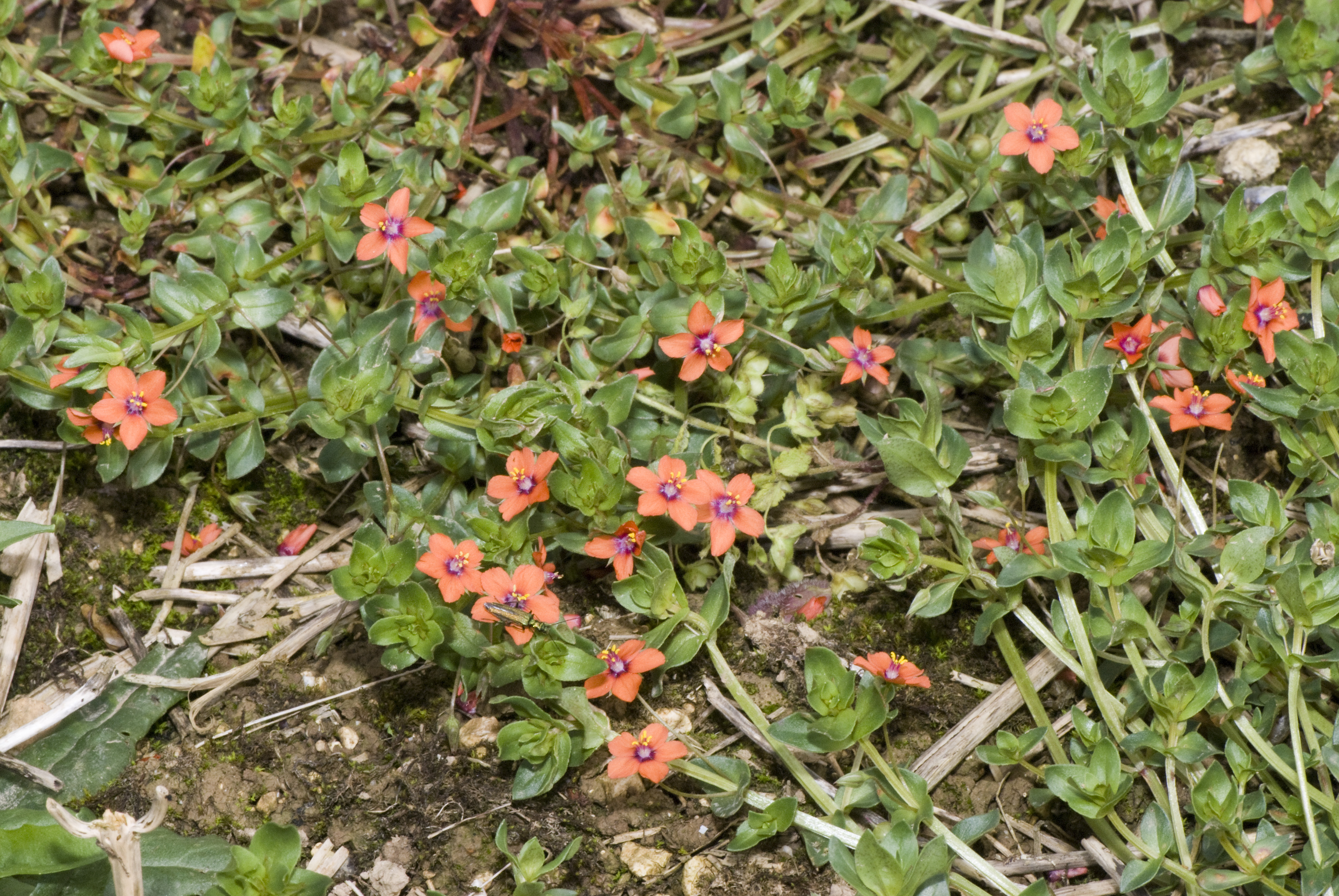
Le mouron rouge est une plante annuelle

Les plantes annuelles sont des plantes dont le cycle de vie, de la germination jusqu'à la production de graines, ne dure qu'une année.
Dans la classification de Raunkier, elles correspondent à la classe des thérophytes. Ces plantes passent une partie de l'année uniquement sous forme de graines. 
En horticulture, les plantes annuelles sont généralement cultivées pour leurs fleurs (on parle souvent de fleurs annuelles). Elles sont appréciées pour leur capacité à fleurir rapidement en jardin pendant les saisons d'été et d'automne. D'autres ne subsistent que par des graines de ces plantes qui ne vivent qu'une saison.

## Exemples de plantes sauvages annuelles
- Le mouron rouge
- Le myosotis
- La bourrache
- Le cosmos
- L'œillet d'Inde
- La belle-de-jour